# Светски дан ластавица
Светски дан ластавица се обележава сваког 19. марта.

## Историјат
Код Старих Словена ластавица је била срећна птица, поистовећивана са Весном, богињом пролећа и младости. Никад нису ловљене из уверења да су срећне куће у којима ластавице свију своја гнезда.
У Србији је заштићена градска ластавица, а ове птице настањују све континенте осим Антарктика. У Србији живи пет врста: сеоска, градска, горска, даурска и брегуница, а најугроженије су сеоска и градска ластавица. Као и многе друге птице селице, ластавице нестају због коришћења разних инсектицида и пестицида у природи, климатских промена, као и урбанизације насеља. 
Према истраживању које је спровео италијански Национални институт за шумску фауну у сарадњи са Удружењем за заштиту птица, главни проблем за нестајање ластавица је превелика употреба хемијских средстава у пољопривреди због чега је смањен број инсеката којима се ласте хране.